# Joanna Semmelrogge
Joanna Semmelrogge (Monaco di Baviera, 5 maggio 1990) è un'attrice tedesca.

## Biografia
Dopo il diploma di scuola secondaria nel 2006, Joanna nel 2009, si dedicò interamente alla sua carriera di attrice. Nel 2006 è impegnata a teatro con La Bella e la Bestia. Il suo impegno è stato seguito da diverse apparizioni televisive e da un ruolo in un film studentesco. Dal 2009 al 2011 era nel cast della telenovela di Rete 4 My Life. Lei è anche un portavoce di vari radiodrammi.
Joanna è la figlia dell'attore Martin Semmelrogge e sorellastra di Dustin Semmelrogge. Suo nonno era Willy Semmelrogge.

## Filmografia

### Televisione
- Verkehrsgericht - serie TV, (1999)
- My Life - telenovela, (2009-2011)

### Cinema
- Ausgerechnet Fußball  (2006) - cortometraggio
- Schreibblockade (2011)
- Lou laesst los (2012) - cortometraggio